# Wombourne
Wombourne är en civil parish i Storbritannien.   Den ligger i grevskapet Staffordshire och riksdelen England, i den södra delen av landet, 180 km nordväst om huvudstaden London. Arean är 11,8 kvadratkilometer.
Terrängen i Wombourne är platt.